# Oreortyx pictus

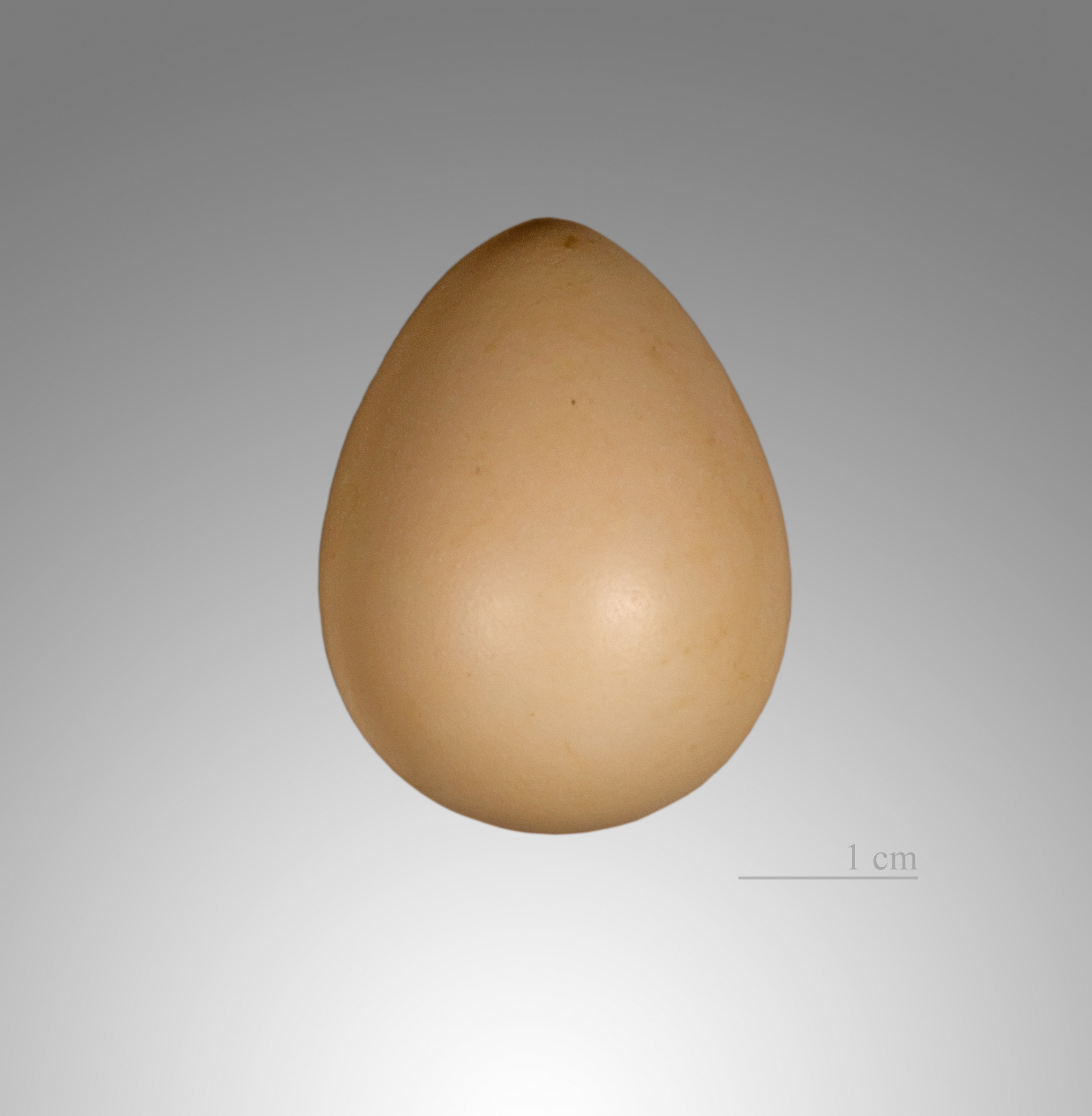
Oreortyx pictus

Oreortyx pictus là một loài chim trong họ Odontophoridae.